# 13일의 금요일 7: 새로운 살인
《13일의 금요일 7: 새로운 살인》(영어: Friday the 13th: The New Blood, 이전 제목 영어: Friday the 13th Part VII: The New Blood)은 미국에서 제작된 존 칼 비클러 감독의 1988년 초자연 슬래셔 영화이다. 《13일의 금요일 6》(1986)의 속편이자 13일의 금요일 영화 시리즈 일곱 번째 작품이다. 케인 호더, 라 파크 링컨 등이 출연하였고, 이언 패터슨 등이 제작에 참여하였다.
속편 《13일의 금요일 8: 맨하탄에 나타난 제이슨》(1989)으로 이어진다.

## 줄거리
어린 티나는 알코올 의존증인 아빠가 엄마를 학대하는 집에서 뛰쳐나온다. 아빠가 크리스털 호수로 뒤쫓아오자 티나 본인도 모르던 잠재된 염력이 발동돼 티나는 뜻하지 않게 아빠가 서있던 부두를 파괴하게 되고, 아빠의 몸은 호수 바닥에 잠긴다.
10대가 된 티나는 언어 폭력 등 실험적인 치료를 강행하는 크루스 의사의 의견에 따라 호숫가로 이사한다. 사실 크루스의 진짜 목적은 티나의 영능력을 개화시키는 것이다. 티나는 이곳에서 아빠가 되살아나길 염원하다가 엉뚱하게도 역시 호수 바닥에 있던 제이슨 보히스를 부활시켜 버린다.
제이슨은 이웃의 생일 파티에 참석한 사람들을 전부 죽여버리고, 참석자 중 하나인 닉은 티나와 함께 도망친다. 크루스는 티나의 엄마를 인간 방패로 삼지만 제이슨은 결국 크루스에게 사슬톱을 꽂아 살해한다.
티나는 초능력으로 제이슨의 가면을 쪼개 그의 흉측한 얼굴을 노출시킨다. 비록 티나는 제이슨을 죽이지 못하지만 아빠의 영을 소환하여 제이슨을 다시 호수 밑바닥으로 끌고 가게 한다.
다음 날 한 소방수가 두 동강이 난 제이슨의 가면을 발견하고, 화면이 암전되면서 멀리서 제이슨의 휘파람 소리가 들려온다.

## 출연진
- 케인 호더
- 라 파크 링컨
- 케빈 블레어
- 수전 블루
- 테리 카이저
- 수전 제니퍼 설리번
- 엘리자베스 케이턴
- 존 렌필드
- 제프 베넷
- 다이애나 배로스
- 하이디 코사크
- 래리 콕스
- 크레이그 토머스
- 다이앤 알메이다
- 윌리엄 버틀러

## 기타 제작진
- 배역: 앤서니 바내오
- 미술: 리처드 로런스
- 의상: 재클린 존슨
- 특수 효과: 루 칼루치